# Partula salifera
Partula salifera foi uma espécie de gastrópodes da família Partulidae.
Era endémica da Marianas Setentrionais e possivelmente em Guam.